# August Johan Bernet Kempers

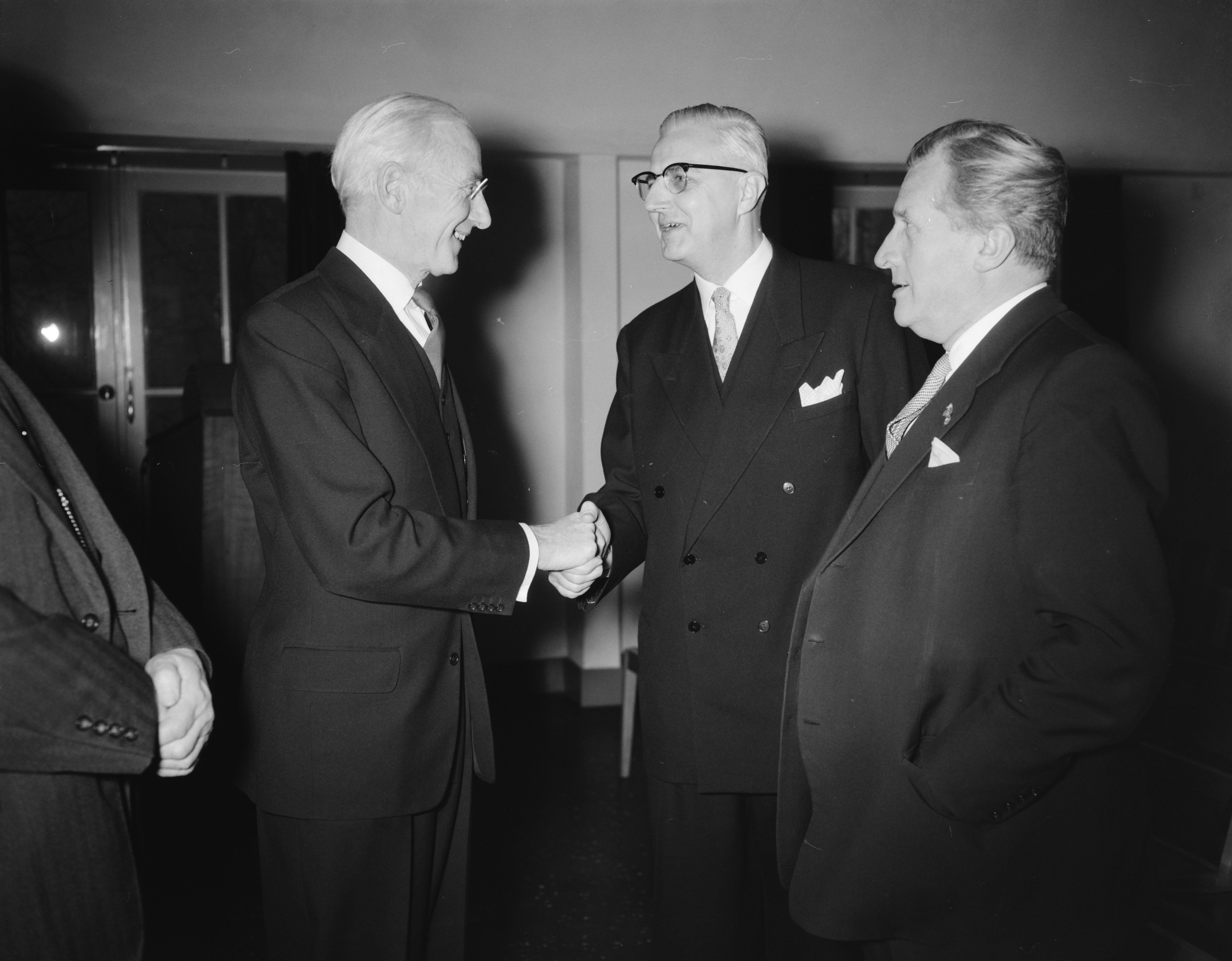
August Johan Bernet Kempers (midden)

August Johan Bernet Kempers (’s Hertogenbosch, 7 oktober 1906 -  Arnhem, 2 mei 1992) was een Nederlandse hoogleraar aan de Universiteit van Amsterdam en directeur van het Nederlands Openluchtmuseum. 
Bernet Kempers (broer van musicoloog Karel Philippus Bernet Kempers) studeerde vanaf 1926 archeologie, taalkunde en cultuurgeschiedenis aan de Universiteit Leiden, waar hij tevens in 1933 zijn proefschrift afrondde. Na zijn promotie werkte hij van 1933 tot 1936 bij het 'Instituut Kern', nationale expertisecentrum voor Zuid-Azië en de Himalaya aan de Universiteit Leiden. In 1936 vertrok Bernet Kempers naar Nederlands-Indië en waar hij onder andere werkte als  bibliothecaris/hoofd van de bibliotheek van het Koninklijk Bataviaasch Genootschap van Kunsten en Wetenschappen. Tussen 1940 en 1942 was hij hoogleraar Indonesische archaeologie en oude geschiedenis aan de universiteit in Batavia. Van 1942 tot 1945 was hij geïnterneerd in een Jappenkamp. 
In 1956 kwam Bernet Kempers weer naar naar Nederland. Van 1958 tot 1971 was hij directeur van het Nederlandse Openluchtmuseum en vanaf 1958 was hij lid van de volkskundecommissie. 
In 1970 werd hij bijzonder hoogleraar volkskunde aan de Universiteit van Amsterdam.
August Johan Bernet Kempers overleed op 2 mei 1992 in Arnhem. Zijn archief werd bewaard in het Koninklijk Instituut voor Taal-, Land- en Volkenkunde in Leiden. Dit archief werd overgenomen door de Universiteitsbibliotheek Leiden. 

## Publicaties (selectie)
- The bronzes of Nalanda and Hindu-Javanese Art. Leiden, E.J. Brill. (1933)
- Gandhara en de Graeco-Boeddhistische kunst in: Elseviers Geïllustreerd Maandschrift. Jaargang 43 (1933)
- Een Hollandsch gezantschap naar den Groot-Mogol in 1662 in: De Gids. Jaargang 100 (1936)